# 토머스 새비지
토머스 새비지(영어: Thomas Savage, 1915년 4월 25일 ~ 2003년 7월 25일)는 미국의 소설가이다.

## 저작 목록
- 고갯길(The Pass, 1944)
- 로나 핸슨(Lona Hanson, 1948)
- 신과의 흥정(A Bargain with God, 1953)
- 전차에 대한 믿음(Trust in Chariots, 1961)
- 파워 오브 도그(The Power of the Dog, 1967)
- 거짓말쟁이(The Liar, 1969)
- 아버지의 여자(Daddy's Girl, 1970)
- 기이한 신(A Strange God, 1974)
- 미드나이트 라인(Midnight Line, 1976)
- 누나가 내 이름을 부르는 소리가 들렸다(I Heard My Sister Speak My Name, 1977)
- 그녀의 관점에서 본 문제(Her Side of It, 1981)
- 사랑하는 메리를 위하여(For Mary with Love, 1983)
- 코너 오브 라이프 앤드 퍼시픽(The Corner of Rife and Pacific, 1988)